# Abraham Dünz l'Aîné
Abraham Dünz l’Aîné, est né vers le 4 avril 1630 à Berne et mort dans cette même ville avant le 12 avril 1688. Architecte et maître d’œuvre de la collégiale de Berne, il construit de nombreuses églises dans l’ancien territoire bernois (qui comprenait le Pays de Vaud et l’Argovie) et renouvelle considérablement l'architecture protestante en Suisse.

## Biographie
Fils de Hans Jakob Dünz, peintre verrier, de Brugg. Il fait un apprentissage de tailleur de pierres sur le chantier de la collégiale de Berne, et, après quelques années itinérantes vouées à une formation complémentaire, il devient en 1660 maître d’œuvre de la collégiale et est admis en 1664 au Grand Conseil de cette ville.

## Œuvres
Abraham Dünz l’Aîné renouvelle l’architecture sacrée en Suisse en variant les formes et créant de nouvelles typologies d’édifices religieux, qui tiennent compte des fondements théologiques et des besoins liturgiques spécifiques aux églises protestantes. En effet, le culte réformé met un accent particulier sur la prédication et le sacrement du baptême. Il faut donc que la chaire et les fonts baptismaux soient bien visibles pour l’ensemble de la congrégation. En outre, le protestantisme abolit distinction entre chœur, précédemment réservé au clergé, et la nef, jusqu’alors dévolue aux fidèles.
Parmi les nouveautés introduites par Abraham Dünz, figure la salle de culte sans chœur ; celle-ci qui peut se terminer par un simple mur, contre lequel s’appuie la chaire (église protestante de Gränichen, ou par un chevet polygonal, comme à Champion. Il ne faut pas interpréter ce chevet comme un chœur. Un autre schéma a eu une grande influence ; c’est la disposition « transversale », où c’est l’axe le plus court qui devient axe principal. L’église ovale de Chêne-Pâquier introduit pour la première fois ce principe en Suisse. Dans ces églises à disposition transversale, la chaire se trouve généralement appuyée à l’un des murs longitudinaux, tandis que les sièges de l’assemblée sont disposés tout autour, presque en amphithéâtre, à la manière des théâtres grecs.

## Œuvres (sélection)
Dünz est à l’origine d’une quarantaine d’églises de campagne, entre autres à :
- Gränichen (1661–1663)
- Birr (1662)
- Bätterkinden (1664)
- Chêne-Pâquier (1667)
- Ringgenberg (1670-1671)
- Wynigen (1671)
- Gsteig près d'Interlaken und Kirchenthurnen (1672/73)
- Langnau im Emmental (1673 - 1676)
- Champion (1674-1675)
- Othmarsingen (1675)
- Langenthal (1678)
- Oron-la-Ville (1678)
- Hasle bei Burgdorf (1678-1679)
- Briez (1679-1680)
- Sigriswil (1679)
- Bannwil (1679)
- Kirchdorf (1679)
- Wattenwil (1683)
- Meiringen (1684)

À ces constructions à neuf ou rénovations majeures, il faut ajouter des transformations de moindre importance aux églises de :
- Grindelwald (1662)
- Kirchberg (1667)
- Wohlen bei Bern (1677-1678)
- Cerlier (1680)
- Lotzwil (1680-1681)
- Trachselwald (1688)